# 臺灣茶樺蛾
臺灣茶樺蛾（学名：Andraca theae），舊稱臺灣茶蠶或臺灣茶蠶蛾，为樺蛾科茶樺蛾屬下的一个种。

## 扩展阅读
- 維基物種上的相關：臺灣茶樺蛾